# Csomai Zoltán
Csomai Zoltán (Miskolc, 1955. január 31. – Miskolc, 1997. február 23.) üzletember, politikus, író, költő.

## Életpályája
Haláláig szülővárosában élt családjával. Általános iskolai tanulmányait a miskolci Szabó Lajos Általános Iskolában végezte, majd ezután a Kilián György Gimnáziumba járt, ott érettségizett. A miskolci Nehézipari Műszaki Egyetem gépészmérnöki karán folytatta tanulmányait vegyigépész szakon. 1978-ban diplomázott, és igen rövid időn belül, 1979-ben műszaki doktor lett. 1980-ban szerezte második diplomáját okleveles közgazdászként. Rövidesen szabadalmi ügyvivői esküt tett.
Elnöke volt az akkori Alkotó Ifjúság Egyesülés miskolci képviseletének. 1987-ben létrehozta az első hazai klasszikus részvénytársaságot Észak-Magyarországi Innovációs Centrum (Park) néven, és haláláig a cég elnök-vezérigazgatója volt. Két verseskötete is megjelent: A bitón (1997) és A hóhér néz (1998, emlékkiadás). 1993-ban az év menedzserének választották. 
A jól tanult gépészmérnökből lett dúsgazdag vállalkozó többször kísérte üzleti útjaira Thaiföldre, Romániába, Oroszországba László Andrással, a Co-Nexus Holding Rt. vezérigazgatójával együtt Göncz Árpád akkori köztársasági elnököt. Cége az IC(P) Befektetési és Kereskedelmi Holding Részvénytársaság a Borsod megyei régió egyik legsikeresebb, legismertebb, legjobban termelő cége volt. Részt vett a Budapesti Értéktőzsde alapításában, mint egyetlen vidéki cég. Az 1991-1992-es években az IC(P)-t az MBO, (vállalatvezetői kivásárlás) módszerével kivásárolta, ezáltal és 90%-os tulajdonosa lett a cégnek. Az IC(P)-nek az 1992-es évi mérlege azt mutatja, hogy a cég éves nettó bevétele meghaladta a 32 milliárd forintot, és a pénzpiaci kihelyezések a 4 milliárdot. 
Az 1995-1996-os években a cég mérlegei veszteséget mutattak és megkezdődött a cég felszámolása. Az IC(P) Holding Rt. megszűnésére számítva megalapította a Bre-Wor Holding Rt.-t, mely később Bre-Wor Observer Brókerházzá alakul. Tulajdonosa volt az Északkelet Autópálya Kivitelező és Bonyolító Kft.-nek, ezen cég jelentős szerepet játszott a magyar autópálya matrica rendszer bevezetésében, illetve az északi autópálya Miskolcig történő kiépítésében. Elnöke és alapítója volt az Észak-magyarországi Gyáriparosok Országos Szövetségének, alelnöke a Magyar Gyáriparosok Országos Szövetségének.
Csomai Zoltánt halála után többször kitüntették.